# Controlled Auto-Ignition
La CAI (Controlled Auto-Ignition) è un metodo di combustione innovativo per i motori Otto che prevede l'autoaccensione di una miscela premiscelata.

## Descrizione
Si tratta di una forma innovativa di combustione, intermedia tra le due tradizionali ben note: quella tipica del motore Otto (che brucia una miscela di aria-benzina omogenea e spesso uniforme in maniera controllata sfruttando la scintilla scoccata da una candela) e quella del motore Diesel (dalla quale si diversifica perché appunto usa una miscela omogenea benzina-aria e non una eterogenea gasolio-aria).
Lo scopo è quello di unire i vantaggi del motore ad accensione comandata (basse emissioni di NOx e particolato) a quelli dei motori Diesel (ridotti consumi di combustibile ai carichi parziali).
A differenza di quello che avviene in un motore ad accensione comandata, dove un fronte di fiamma avviato dalla scintilla di una candela estende progressivamente l'accensione a tutta la carica, in un motore di tipo CAI si provoca l'autoaccensione della miscela fresca contemporaneamente in più punti della camera.
Così facendo non si ha un unico fronte di fiamma che si propaga gradualmente ma si hanno molti fronti di fiamma diffusi che avvicinano il fenomeno a quello di una combustione istantanea cui sono collegati i maggiori rendimenti termodinamici.
È possibile ricorrere a diverse soluzioni per ottenere una combustione ad accensione comandata. Il più promettente sembra quello di fare ricorso alla fasatura variabile delle valvole di aspirazione e scarico, scegliendo una fasatura che elimini del tutto il periodo di incrocio, cioè la contemporanea apertura delle valvole di scarico e aspirazione(si parla a volte di "incrocio negativo"), e si ricorre altresì ad un tempo di apertura delle valvole sensibilmente ridotto.
Così facendo si aumenta la quantità di residui forzati a rimanere nella camera di combustione e si riduce la quantità di aria aspirata. In questo modo è possibile evitare la regolazione tipica dei motori otto, che regolano il carico parzializzando il condotto di aspirazione tramite una valvola a farfalla introducendo forti perdite e quindi riduzione di rendimento ai bassi carichi, ed è possibile invece regolare il carico sfruttando lo stesso principio del motore Diesel che regola il carico variando la quantità di combustibile iniettato.
A parità di carico del motore la temperatura raggiunta a fine compressione dalla carica presente nel cilindro sarà tanto più alta quanto maggiore sarà stata la quantità di gas combusti ricircolati.
Aumentando la quantità di gas combusti ricircolati sarà possibile ridurre il ritardo di autoaccensione (vedi detonazione) e avvicinare l'istante di accensione della miscela al PMS (punto morto superiore).
La CAI permette quindi di:
- Aumentare il rendimento ai bassi carichi fino a colmare il tipico gap che divide, a tali carichi, l'Otto dal motore Diesel;
- Riduzione delle emissioni di CO2, NOx e particolato(non presente poiché si utilizza una carica omogenea e non eterogenea come nei Diesel);

I problemi sono dovuti al fatto che tale modalità di combustione risulta ancora difficile da controllare e, oltretutto, non è utilizzabile ai carichi più alti dove le quantità di combustibile da far autoaccendere sarebbero troppo elevate e darebbero origine ad onde di pressione troppo forti. Per cui tale tipo di innovativa combustione sembra dover essere limitato solo ai bassi carichi.